# Faro Nationalpark
Faro Nationalpark er en nationalpark i Nordregionen i Cameroun. Den har et areal på 3.300 km2 og ligger tæt på grænsen til Nigeria, omgivet af adskillige jagtreservater på østsiden. Den er hjemsted for geparder, sorte næsehorn og elefanter, og den er kendt for sine kolonier af flodheste.
Parken omsluttes af to store sandede floder, Faro mod nordøst og Déo langs vestsiden, som løber ud i Faro i det yderste nord.